# Клуб викрадачів
«Клуб викрадачів» (англ. The Abduction Club) — британський історико-пригодницький фільм 2002 року, заснований на реальних подіях, режисера Стефана Шварца.

## Сюжет
Події фільма відбуваються у графстві Вотерфорд, Ірландія 1780 року, коли по закону старший син у сім'ї успадковує батьківський маєток, а меншим не дістається нічого, тому вони змушені іти в монахи або шукати наречену з посагом.
У Вотерфорді існує «Клуб викрадачів», який допомагає юним чоловікам викрадати наречену, причарувати її і переконати до світанку вийти за викрадача заміж.
Два чоловіка, Гаррет Бірн и Джеймс Стренг, стають членами клубу, бо обидва є меншими синами. Коли за жеребом настає черга Гаррета Бірна викрадати собі наречену, обставини складаються так, що і Джеймс Стренг викрадає молодшу сестру тієї, кого обрав Бірн. Але домогтися згоди дівчат на шлюб не так просто, ще й багатий шанувальник молодшої сестри оголошує полювання на викрадачів.

## Ролі виконували
- Еліс Еванс — Кетрін Кеннеді
- Деніел Лапейн — Гаррет Бірн
- Софія Майлс — Енн Кеннеді
- Метью Ріс — Джеймс Стренг
- Ліам Каннінгем — Джон Павер
- Едвард Вудворд — лорд Фермой
- Патрік Малахайд — сер Майлс
- Том Мерфі — Нокс